# Віченца (провінція)
Провінція Віченца (італ. Provincia di Vicenza) — провінція в Італії, у регіоні Венето. 
Площа провінції — 2 723 км², населення — 874 817 осіб.
Столицею провінції є місто Віченца.

## Географія
Межує на півночі і на заході з регіоном Трентіно-Альто-Адідже (провінцією Тренто), на північному сході з провінцією Беллуно і провінцією Тревізо, на південному сході з провінцією Падуя, на заході з провінцією Верона.

## Основні муніципалітети
Найбільші за кількістю мешканців муніципалітети (ISTAT, 30/06/2008):
| Ном. | Муніципалітет       | Населення (осіб) | Площа (км²) | Густота (ос/км²) | Висота (м.н.р.м.) |
| ---- | ------------------- | ---------------- | ----------- | ---------------- | ----------------- |
| 1°   | Віченца             | 115.012          | 80,57       | 1425             | 39                |
| 2°   | Бассано-дель-Граппа | 42.718           | 46,80       | 913              | 129               |
| 3°   | Скіо                | 39.051           | 67,07       | 582              | 200               |
| 4°   | Валданьо            | 26.993           | 50,13       | 538              | 266               |
| 5°   | Арціньяно           | 25.441           | 34,26       | 743              | 116               |
| 6°   | Монтеккіо-Маджоре   | 23.471           | 30,67       | 765              | 72                |
| 7°   | Тієне               | 22.768           | 19,81       | 1149             | 147               |
| 8°   | Лоніго              | 16.041           | 49,39       | 325              | 31                |
| 9°   | Романо-д'Еццеліно   | 14.523           | 21,49       | 676              | 132               |
| 10°  | Мало                | 14.276           | 30,55       | 467              | 116               |